# Trettondagsafton (film, 2003)
Trettondagsafton (Twelfth Night, or What You Will), brittisk TV-film från 2003 i regi av Tim Supple. I rollerna syns bl.a. Parminder Nagra, Ronny Jhutti, Claire Price och Michael Maloney. Filmen utspelar sig i modern tid.